# Nuoto ai campionati europei di nuoto 2018 - Staffetta 4x100 metri misti maschile
La staffetta 4x100 m misti maschile dei campionati europei di nuoto di Glasgow 2018  si è svolta il 9 agosto 2018, presso il Tollcross International Swimming Centre.

## Podio
| Posizione | Oro                                                                                         | Argento | Bronzo                                                                                                  |
| --------- | ------------------------------------------------------------------------------------------- | --- | --- |
| Nazione   | Gran Bretagna                                                                               | Russia | Germania                                                                                                |
| Atleti    | Nicholas Pyle Adam Peaty James Guy Duncan Scott Brodie Williams* James Wilby* Jacob Peters* | Kliment Kolesnikov Anton Čupkov Egor Kuimov Vladimir Morozov Evgenij Rylov* Kirill Prigoda* Aleksandr Sadovnikov* Vladislav Grinev* | Christian Diener Fabian Schwingenschlögl Marius Kusch Damian Wierling Jan-Philip Glania* Philip Heintz* |

## Record
Prima della manifestazione il record del mondo (RM), il record europeo (EU) e il record dei campionati (RC) erano i seguenti:
|  | 3'27"28 | Stati Uniti | 2 agosto 2009 Roma      |
|  | 3'28"58 | Germania    | 2 agosto 2009 Roma      |
|  | 3'31"32 | Francia     | 15 agosto 2010 Budapest |

## Risultati

### Batterie
| Pos. | Batteria | Corsia | Nazione       | Atleti | Tempo   | Note |
| ---- | -------- | ------ | ------------- | --- | ------- | ---- |
| 1    | 3        | 6      | Russia        | Evgenij Rylov (52"66) Kirill Prigoda (59"39) Aleksandr Sadovnikov (52"41) Vladislav Grinev (48"62)                  | 3'33"08 | Q    |
| 2    | 1        | 5      | Ungheria      | Gábor Balog (54"69) Dávid Horváth (1'00"92) László Cseh (51"67) Dominik Kozma (48"22)                               | 3'35"50 | Q    |
| 3    | 2        | 7      | Gran Bretagna | Brodie Williams (55"08) James Wilby (59"13) Jacob Peters (52"35) Duncan Scott (48"96)                               | 3'35"52 | Q    |
| 4    | 2        | 4      | Germania      | Jan-Philip Glania (54"53) Fabian Schwingenschlögl (59"47) Philip Heintz (52"44) Marius Kusch (49"20)                | 3'35"64 | Q    |
| 5    | 2        | 2      | Paesi Bassi   | Nyls Korstanje (55"62) Arno Kamminga (59"58) Joeri Verlinden (52"01) Stan Pijnenburg (48"67)                        | 3'35"88 | Q    |
| 6    | 2        | 8      | Bielorussia   | Mikita Tsmyh (55"62) Il'ja Šymanovič (59"00) Yauhen Tsurkin (51"45) Viktar Krasochka (49"99)                        | 3'36"06 | Q    |
| 7    | 3        | 8      | Lituania      | Danas Rapšys (54"80) Andrius Šidlauskas (1'00"13) Deividas Margevičius (52"90) Simonas Bilis (48"36)                | 3'36"19 | Q    |
| 8    | 1        | 3      | Svezia        | Gustav Hökfelt (55"06) Erik Persson (1:00"18) Simon Sjödin (53"28) Christoffer Carlsen (48"25)                      | 3'36"77 | Q    |
| 9    | 2        | 0      | Italia        | Thomas Ceccon (55"17) Alessandro Pinzuti (1'00"15) Matteo Rivolta (52"91) Luca Dotto (49"01)                        | 3'37"24 |      |
| 10   | 2        | 3      | Grecia        | Apostolos Christou (54"41) Ioannis Karpouzlis (1'01"79) Andreas Vazaios (52"94) Odyssefs Melanidis (48"96)          | 3'38"10 |      |
| 11   | 2        | 6      | Svizzera      | Thierry Bollin (55"71) Yannick Käser (1'00"88) Noè Ponti (53"18) Nils Liess (49"44)                                 | 3'39"21 |      |
| 12   | 3        | 2      | Polonia       | Radosław Kawęcki (55"08) Michal Stolarski (1'01"87) Michal Chudy (53"22) Kacper Majchrzak (49"16)                   | 3'39"33 |      |
| 13   | 2        | 1      | Turchia       | Metin Aydın (55"96) Berkay Öğretir (1'00"80) Kaan Türker Ayar (53"56) Yalım Acımış (49"41)                          | 3'39"73 |      |
| 14   | 3        | 5      | Austria       | Bernhard Reitshammer (54"90) Christopher Rothbauer (1'01"39) Xaver Gschwentner (54"86) Alexander Trampitsch (49"04) | 3'40"19 |      |
| 15   | 3        | 4      | Israele       | Yakov Toumarkin (55"24) Itay Goldfaden (1'03"21) Marcus Schlesinger (53"67) Ziv Kalontarov (48"57)                  | 3'40"69 |      |
| 16   | 2        | 5      | Estonia       | Ralf Tribuntsov (55"33) Martin Allikvee (1'01"56) Kregor Zirk (53"21) Daniel Zaitsev (50"62)                        | 3'40"72 |      |
| 17   | 3        | 7      | Croazia       | Anton Lončar (55"99) Nikola Obrovac (1'02"15) Nikola Miljenić (53"73) Bruno Blašković (48"99)                       | 3'40"86 |      |
| 18   | 3        | 3      | Slovacchia    | Adam Černek (57"73) Tomáš Klobučník (1'02"38) Ádám Halás (55"12) Jozef Beňo (54"34)                                 | 3'49"57 |      |
| 19   | 3        | 0      | Finlandia     | Niko Mäkelä (58"49) William Wihanto (1'04"93) Sergey Kuznetsov (55"49) Anton Herrala (51"18)                        | 3'50"09 |      |
|      | 3        | 1      | Irlanda       | Conor Ferguson (55"08) Darragh Greene Brendan Hyland Shane Ryan                                                     | dq      |      |

### Finale
| Pos | Corsia | Nazione       | Atleti                                                                                                  | Tempo   | Note                  |
| --- | ------ | ------------- | --- | ------- | --------------------- |
|     | 3      | Gran Bretagna | Nicholas Pyle (54"58) Adam Peaty (57"60) James Guy (50"91) Duncan Scott (47"35)                         | 3'30"44 | Record dei campionati |
|     | 4      | Russia        | Kliment Kolesnikov (52"77) Anton Čupkov (1'00"40) Egor Kuimov (51"42) Vladimir Morozov (47"44)          | 3'32"03 |                       |
|     | 6      | Germania      | Christian Diener (54"19) Fabian Schwingenschlögl (1'00"00) Marius Kusch (51"58) Damian Wierling (47"75) | 3'33"52 |                       |
| 4   | 1      | Lituania      | Danas Rapšys (54"80) Andrius Šidlauskas (58"80) Deividas Margevičius (52"29) Simonas Bilis (47"81)      | 3'33"70 |                       |
| 5   | 5      | Ungheria      | Richárd Bohus (54"57) Dávid Horváth (1'01"20) Kristóf Milák (51"30) Nándor Németh (47"17)               | 3'34"24 |                       |
| 6   | 7      | Bielorussia   | Mikita Tsmyh (54"88) Il'ja Šymanovič (59"14) Yauhen Tsurkin (51"12) Viktar Krasochka (49"65)            | 3'34"79 |                       |
| 7   | 2      | Paesi Bassi   | Nyls Korstanje (55"48) Arno Kamminga (59"68) Joeri Verlinden (51"80) Stan Pijnenburg (48"28)            | 3'35"24 |                       |
| 8   | 8      | Svezia        | Gustav Hökfelt (54"87) Erik Persson (1'00"23) Simon Sjödin (52"58) Christoffer Carlsen (48"32)          | 3'36"00 |                       |